# Taifa de Niebla
A taifa de Niebla foi uma Taifa independente muçulmana que surgiu em 1023 em Alandalus por causa da desintegração do Califado de Córdova e que desapareceu em 1053 quando se integrou na Taifa de Sevilha.
A família andalusina dos Banu Iaçube, encabeçada por Abu Alabás Amade ibne Amade ibne Iáia Iaçubi proclama a independência da cora de Iabla e funda a taifa de Niebla, uma taifa menor que, bem como as de Algarve, Algeciras, Arcos de la Frontera, Carmona,  Huelva, Mértola Morón, Ronda e Silves, ficaria conquistada e integrada na grande taifa de Sevilha.

Taifa de Niebla

## Segunda e terceira taifa
Posteriormente, durante os segundos reinos de Taifas teve uma breve duração e durante os terceiros reinos de Taifas, após o domínio almóada, voltou a se formar um reino em Niebla sob Muça ibne Maomé, que estendeu os seus domínios a grande parte do Algarve.